# Ludvík IX. Francouzský
Svatý Ludvík IX. Francouzský (francouzsky Louis IX de France, 25. dubna 1214 Poissy – 25. srpna 1270 Tunis) byl od roku 1226 francouzský král z dynastie Kapetovců. Zúčastnil se dvou křížových výprav, z nichž však ani jedna nebyla příliš úspěšná, provedl řadu reforem francouzského království a roku 1298 byl pro svůj příkladný život plný odříkání svatořečen.

## Život

### Dětství a mládí

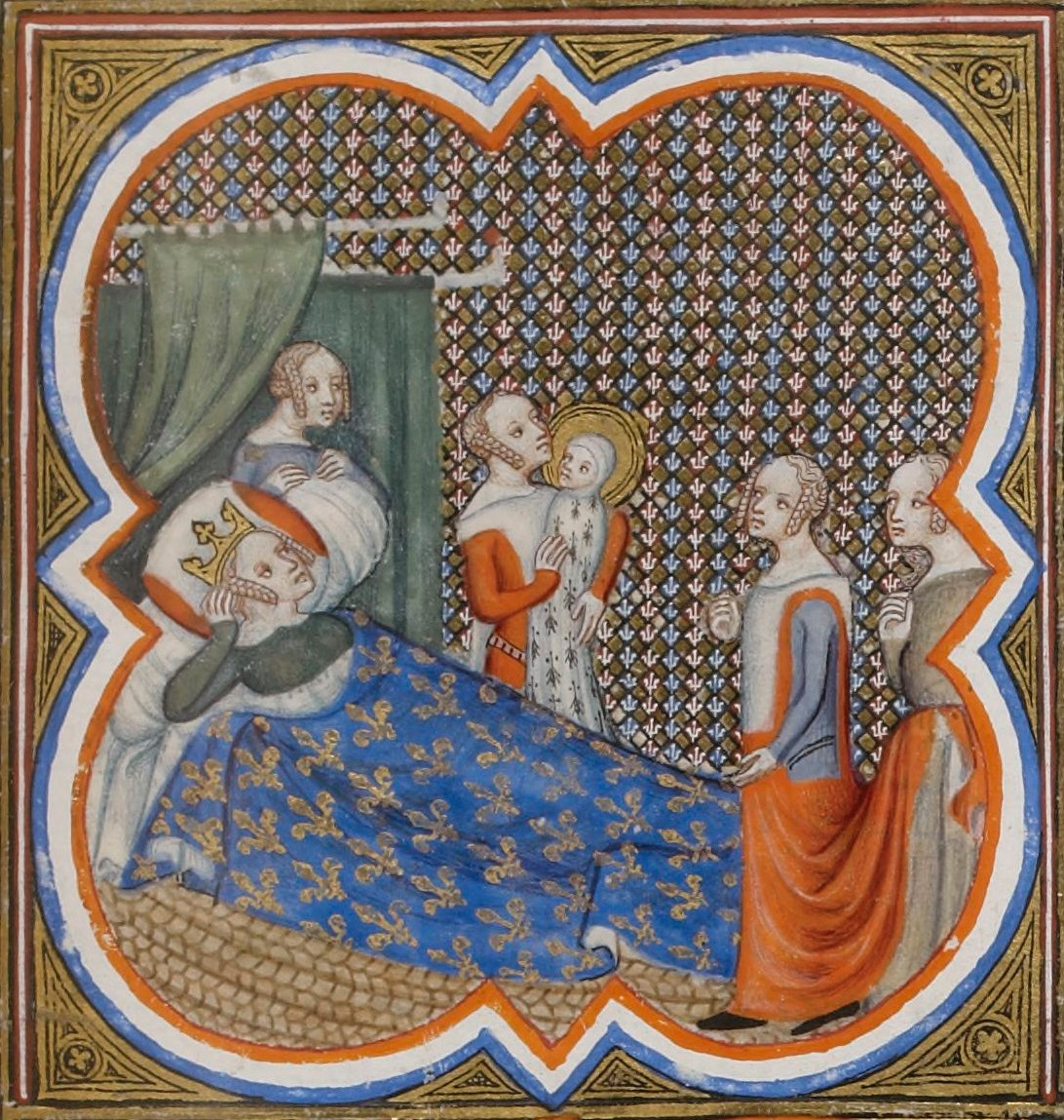
Narození Ludvíka IX.

Narodil se jako třetí z početného potomstva krále Ludvíka VIII. a Blanky, dcery kastilského krále Alfonse VIII. Byl druhým jménem známým synem svých rodičů. Jeho starší bratr Filip, který se narodil v roce 1209, v devíti letech zemřel a čtyřletý Ludvík se v roce 1218 stal následníkem trůnu. Dle dobových svědectví princ zdědil plavé vlasy a jemný vzhled po rodu z Hainaut. V dětském věku mu především matka dopřávala pečlivou výchovu a hodně času trávil také s dědečkem Filipem II., který po vítězství v bitvě u Bouvines přenechal válčení i správu království synovi Ludvíkovi VIII. a zkušeným královským rádcům.
Když Ludvík VIII. 8. listopadu 1226 při návratu z křížové výpravy proti albigenským nečekaně zemřel na úplavici, stal se jeho nástupcem teprve dvanáctiletý Ludvík IX. Zemřelý král byl pohřben 15. listopadu a jeho syn byl už o čtrnáct dní později 29. listopadu v Remeši korunován na krále Francie. Vzhledem k svému věku však nemohl samostatně vládnout. Při cestě do Remeše byl Ludvík při zastávce v Soissons pasován na rytíře. Ihned po pohřbu svého manžela ujala se královna vdova vášnivé obhajoby práv svého syna. Při správě království Blanka Kastilská mohla počítat s podporou skupiny věrných kastelánských rodů, z jejichž okruhu pocházeli arcibiskup v Sens Gautier Cornut, královský konstábl Matouš II. z Montmorency nebo královský maršálek Jean III. Clément. Podporovali ji i senliský biskup a kancléř Guérin a komoří Bartoloměj z Roye.

### Regentství královny

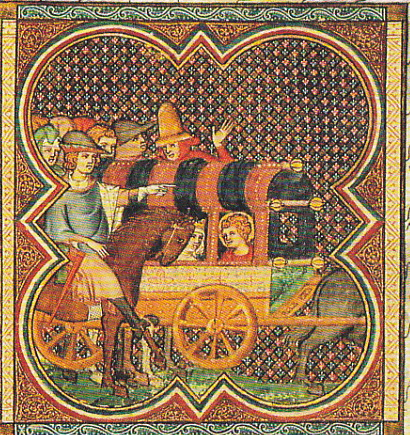
Ludvík a jeho matka Blanka Kastilská na cestě do Remeše ke korunovaci

Aby královna omezila rizika spojené s případnými ambicemi Filipa Hurepela, nevlastního bratra svého zemřelého manžela, daroval mu nový král hned po své korunovaci z jejího podnětu dva ze tří hradů, které francouzský král vlastnil na jeho panstvích. Zároveň mu bylo uděleno v léno saintpolské hrabství a na počátku roku 1227 obdržel i doživotní rentu ve výši 6000 tourských liber. Filip Hurepel se za sebe i za své potomky musel zavázat, že nebude vznášet žádné další požadavky ohledně dědictví. Dne 6. ledna 1227 král nechal propustit flanderského hraběte Ferdinanda, který byl držen v zajetí od bitvy u Bouvines. Při svém propuštění složil králi výkupné a poskytl záruky vhodného chování. V dalších letech pak Ferdinand Ludvíkovi vždy věrně sloužil. Brzy po korunovaci se proti mladému králi vytvořila koalice velmožů, kteří od posílení královské moci očekávali újmu na svém postavení. Patřili k nim především bretaňský vévoda Petr Mauclerc, hrabě ze Champagne Theobald V. a hrabě z Marche Hugo X. z Lusignanu. Spoléhali přitom na pomoc anglického krále Jindřicha III., kterému záleželo na znovuzískání ztracených území ve Francii, a který vzbouřencům sliboval různé výhody. Královně se podařilo s podporou papežského legáta shromáždit velké vojsko, se kterým vytáhla na jih. Mezitím se Theobald ze Champagne nepohodl se svými spojenci a přešel na stranu královny. V této pro vzbouřence nepříznivé situaci se Petr Mauclerc a Hugo z Lusignanu v březnu 1227 poddali královně. Při té příležitosti byly domluveny sňatky mezi dětmi královny a příslušníky rodů z Lusignanu a z Dreux. Zároveň bylo uzavřeno příměří s anglickým králem.
Zklidnění situace bylo jen zdánlivé, protože už v létě 1227 se francouzští baroni sešli v Corbeil a rozhodli se, že se zmocní krále. Do svého čela si postavili Filipa Hurepela a Petra Mauclerka. Cílem baronů nebyla otevřená vzpoura proti králi, ale snaha zbavit vlivu královnu matku. Přední šlechtici by pak jménem krále mohli vládnout sami. Při své cestě z Orléans byl král v Montlhéry zastaven baronským vojskem a vysvobodil jej až ozbrojený pařížský lid.
| „                   | A vypravoval mi svatý král, že on a jeho matka byli v Montlhéry a neodvažovali se vrátit do Paříže, dokud pro ně nepřišli pařížští obyvatelé ve zbrani. Vypravoval mi, že z Montlhéry byla po celé cestě tlačenice ozbrojených i neozbrojených lidí až do Paříže a že všichni volali k našemu Pánu, aby mu dopřál šťastný a dlouhý život a aby ho bránil a chránil před jeho nepřáteli. | “ |
| — Jean de Joinville | |   |

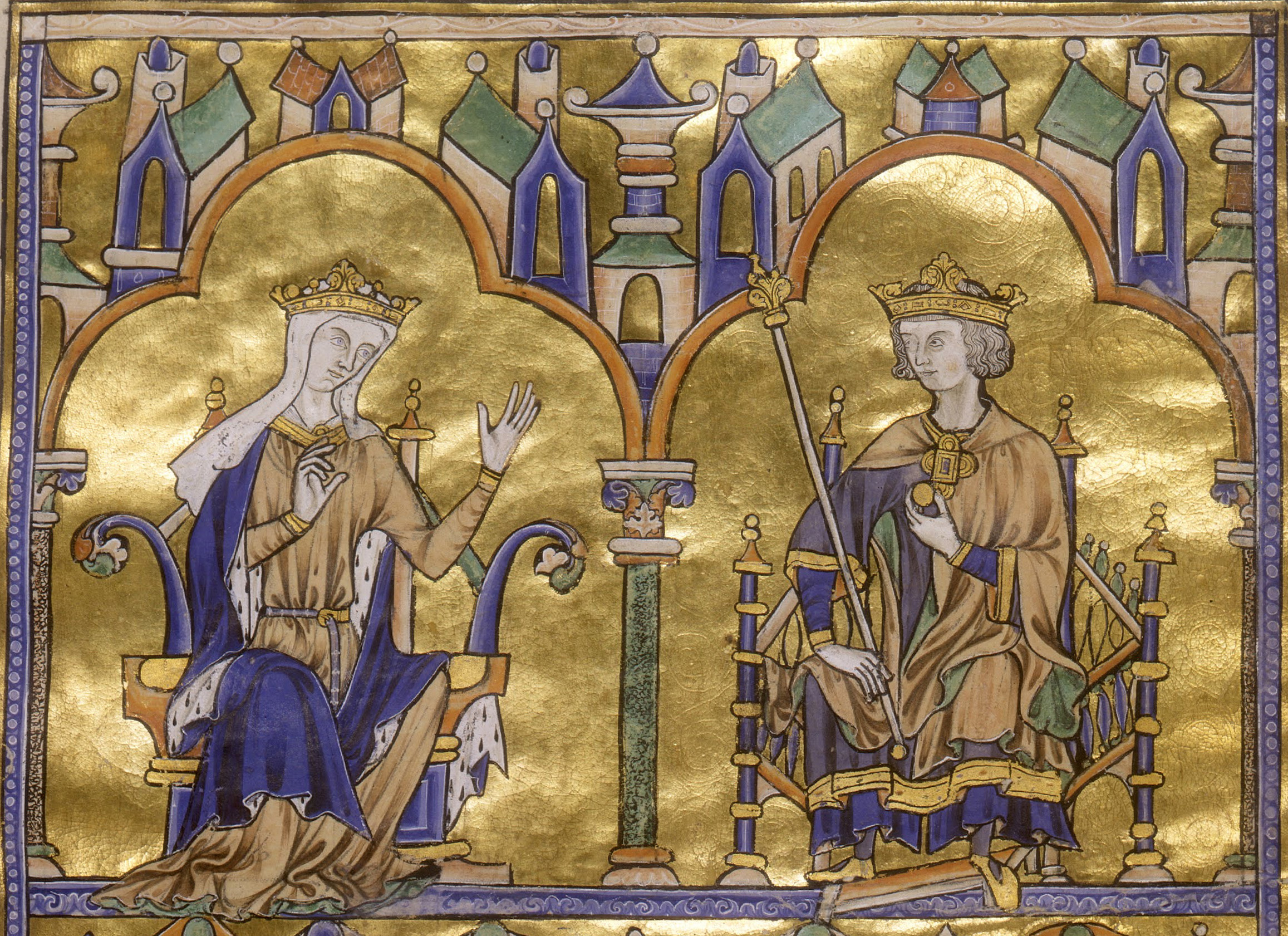
Ludvík IX. a Blanka Kastilská (Bible svatého Ludvíka)

V letech 1227–1229 pokračovala královská armáda pod vedením Humberta z Beaujeu v křížové výpravě proti albigenským zahájené Ludvíkovým otcem. Sám král se tažení nezúčastnil a není známo, do jaké míry se podílel na konci křížové výpravy. Výprava byla ukončena pařížskou smlouvou podepsanou 12. dubna 1229. Toulouskému hraběti Raimondu VII. se sice podařilo udržet většinu svých území, ale jeho dcera a jediná dědička Jana se měla provdat za jednoho z Ludvíkových bratrů a přinést mu věnem Toulouse a toulouský kraj. Pokud by Raimond neměl další potomky, měla Jana zdědit i ostatní jeho panství. Kdyby se Jana se svým manželem nedočkala potomků, mělo se celé jejich panství stát součástí francouzské koruny. Ludvík smlouvou získal severní část albigenského kraje včetně města Albi. Získal také do zástavy sedm hradů včetně citadely v Toulouse. V září 1229 uzavřel Ludvík smlouvu i s dalším vzbouřencem z jižní Francie Raimundem II. Trencavelem. Na jejím základě získal Ludvík Carcassonne s okolím. Francouzské korunní území tak poprvé dosáhlo až ke Středozemnímu moři a Ludvík zde později založil přístav Aigues-Mortes.
V roce 1229 Ludvík spolu se svou matkou založil Klášter Royaumont. Plnil tak vůli svého otce, který ve své závěti odkázal vekou sumu peněz na založení kláštera u Paříže. Klášter měl být původně fundací řeholních kanovníků z pařížského opatství svatého Viktora, ale Ludvík spolu se svou matkou převedli fundaci na cisterciácký řád. Na výstavbě nového kláštera se Ludvík osobně podílel.
| „                       | A když se mniši podle zvyklostí řádu ze Cîteaux po tercii rozešli po své práci a nosili kameny a maltu na místo, kde se stavěla zeď, požehnaný král se chopil nosítek a šel vpředu, a jeden mnich je nesl vzadu, a tak to tehdy požehnaný král učinil několikrát. | “ |
| — Vilém ze Saint-Pathus | |   |

V letech 1233–1234 Ludvík pomohl vyřešit spor o hrabství Champagne. O práva na hrabství se totiž přihlásila Alice, kyperská královna a sestřenice hraběte Theobalda IV. V roce 1234 došlo k dohodě, když se Alice vzdala svých práv na hrabství výměnou za 40 000 tourských liber v hotovosti a roční rentu 2000 liber. Protože Theobald nebyl schopen tak vysokou částku zaplatit, obrátil se s žádostí o pomoc na Ludvíka. Ludvík uhradil Alici všechny pohledávky. Na oplátku se Theobald v králův prospěch vzdal lenní držby hrabství Blois, Chartres, Sancerre a châteaudunského vikomství.

### Sňatek a samostatná vláda

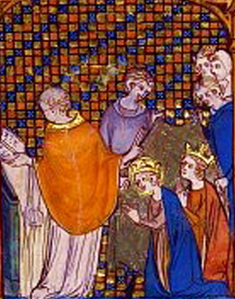
Sňatek Ludvíka IX. a Markéty Provensálské

V roce 1233 zůstával Ludvík IX. stále svobodný. Vina za to byla kladena jeho matce, která prý bránila jeho sňatku, aby nebyl oslaben její vliv na krále. Brzy poté se situace změnila a Ludvíkovou vyvolenou se stala teprve třináctiletá Markéta, dcera provensálského hraběte Ramona Berenguera V. a Beatrix Savojské. Snoubenci byli sice příbuzní čtvrtého stupně, ale dispensem z 2. ledna 1234 je papež Řehoř IX. této překážky zbavil.
| „                | Léta Páně 1234, v osmém roce vlády Ludvíka Svatého a v devatenáctém roce jeho života Ludvík Svatý vyslovil přání, že by chtěl plod svého těla, jenž by po něm převzal království, a řekl, že se chce oženit, nikoli z důvodů smilných, ale proto, aby zajistil pokračování rodu. | “ |
| — Vilém z Nangis | |   |

Sňatek se uskutečnil 27. května 1234 v Sens. Jako věno vyplatil nevěstě její otec 8000 marek stříbra později zvýšené o dalších 2000 marek. Den po svatbě, 28. května, byla novomanželka korunována. Veškeré náklady na sňatek dosáhly částky 2526 pařížských liber. Je pravděpodobné, že ve stejném roce, co se oženil s Markétou či nejpozději o rok později, ve věku 21 let, se Ludvík IX. ujal samostatné vlády. I poté si však Blanka Kastilská zachovala autoritu a významný vliv na dvoře svého syna. Novomanželé byli do sebe zamilováni a králova matka neviděla ráda, že král tráví tolik času se svou manželkou, místo aby se staral o správu království. První dítě se novomanželům narodilo až šest let po svatbě. Přestože Ludvík svou ženu velmi miloval, její vliv na něj se nikdy nevyrovnal vlivu jeho matky nebo sourozenců.

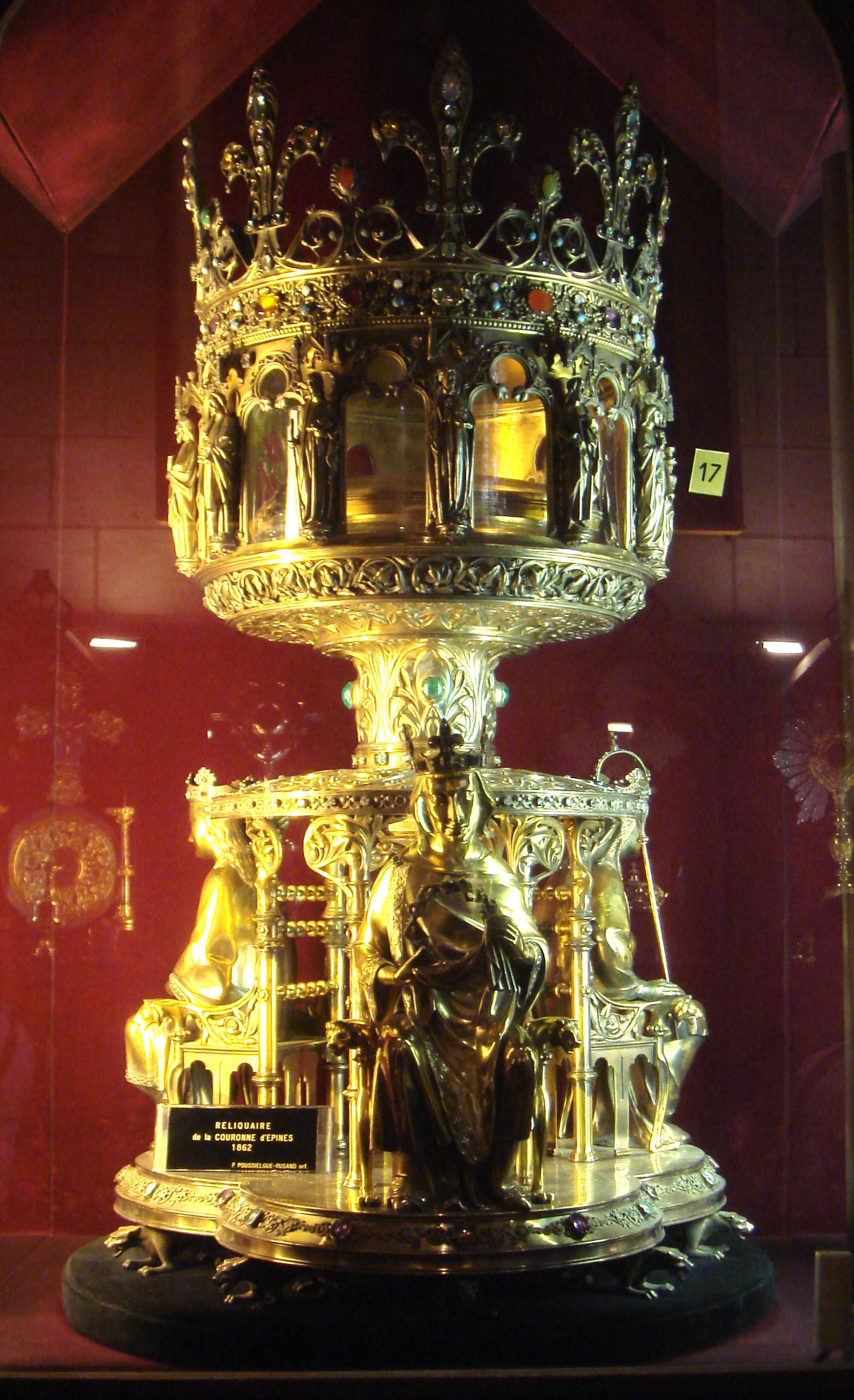
Kristova trnová koruna, kterou Ludvík IX. získal od Balduina II.

Na konci třicátých let získal Ludvík od konstantinopolského císaře Balduina II. Kristovu trnovou korunu, kterou nechal v roce 1239 převézt do Francie. Ludvík za trnovou korunu pravděpodobně zaplatil 10 000 pařížských livrů a doprava do Francie stála dalších 2000 livrů.
| „                | V roce tisícím dvoustém třicátém devátém, nazítří po svátku Vavřince mučedníka, je tento poklad, onen vzácný klenot, odvezen do Sens, přičemž mu po cestě spěchá vstříc všechen lid; zástupy lidí bez rozdílu pohlaví a věku jásají. Ihned po vstupu do města si král vkládá svaté břímě na ramena a nese je; je při tom bosý a oděn pouze do tuniky (tunica) – a je s ním i jeho bratr hrabě Robert, jenž projevuje pokoru podobně. Doprovázejí je i předcházejí vojáci, kteří rovněž odložili své obutí. Vstříc jim vychází rozradostněné město, v procesí přicházejí sbory kleriků: klerici matky církve jsou oděni v hedvábí a mniši s ostatními řeholníky přinášejí větší i menší ostatky svatých, takže zbožný člověk si může představovat, jako by si [sami] přáli jít vstříc přicházejícímu Pánu. O překot znějí chvály Pánu; koberci a přikrývkami vyzdobené město nabízí své poklady, zní [celé] zvony, varhanami i potleskem jásajícího lidu. Voskovice a kroucené svíce jsou zažíhány na prostranstvích mezi domy i v každé ulici. Skříňka [s trnovou korunou] je vnesena do chrámu mučedníka Štěpána a odhalena zrakům lidí. Tak vychází najevo důvod této velké radosti. | “ |
| — Gautier Cornut | |   |

Pro nově získanou cennou relikvii nechal postavit novou kapli známou jako Sainte-Chapelle (Svatá kaple). Kaple byla postavena v rekordním čase včetně výzdoby mozaikových oken a pravděpodobně i soch. Vysvěcena byla 26. dubna 1248. Ještě za života Ludvíka IX. byla kaple považována za mistrovské dílo. Ludvíkovi se v kapli podařilo shromáždit velkolepou kolekci svatých ostatků. Kromě trnové koruny, která sehrála důležitou roli při vytváření kapetovského monarchistického kultu, se jednalo o dva velké fragmenty svatého Kříže (z nichž jeden byl nazýván Crux triumphalis), železný hrot kopí, kterým byl probodnut bok Ježíše Krista, část Kristova rubáše, kámen z Božího hrobu a také různé jiné ostatky, jako třeba lebky svatého Klimenta a svatého Blažeje.
Po dosažení plnoletosti svých mladších bratří Ludvík naplnil otcovu závěť a předal jim do správy jejich dědictví. Tak se Robert stal v roce 1237 hrabětem z Artois, Alfons v roce 1241 hrabětem z Poitiers a Karel v roce 1246 hrabětem z Anjou. Při příležitosti byli všichni bratři Ludvíkem pasováni na rytíře.

### Křížová výprava
Dne 10. prosince 1244 Ludvík vážně onemocněl (pravděpodobně se jednalo o úplavici). Během několika dní se jeho stav se rychle zhoršil a královo okolí se začalo obávat nejhoršího. Dne 14. prosince Ludvík v předtuše smrti a s přáním, aby zemřel smířen s Bohem jmenoval dva smírčí soudce, kteří měli urovnat jeho spory s kapitulou katedrály Notre-Dame. V celém království se konaly modlitby a procesí za královo zdraví. Královna dokonce nechala do Pontoise, kde Ludvík onemocněl, přivézt relikvie z královské kaple, aby se jich Ludvík dotkl.
| „                   | I stalo se roku 1244 a Bůh dopustil, že krále schvátila v Paříži zlá nemoc a vedlo se mu prý tak špatně, že jedna z paní, které ho ošetřovaly, chtěla mu již přes obličej přetáhnout pokrývku a tvrdila, že je mrtev, ale jiná paní, jež stála z druhé strany lůžka, to nedovolila, řkouc, že ještě dýchá. Král zaslechl hádku obou žen, Pán náš v něm zasáhl a vrátil mu ihned zdraví, ačkoliv byl oněměl a ztratil schopnost řeči. Jakmile byl s to promluvit, požádal, aby mu podali kříž, což se i stalo. | “ |
| — Jean de Joinville | |   |

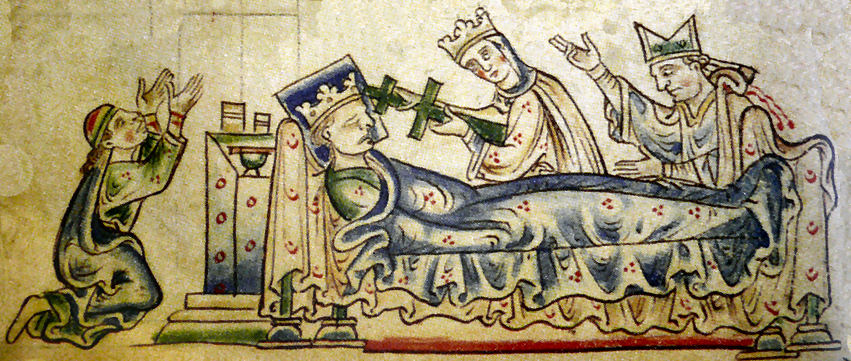
Král Ludvík přijímá kříž

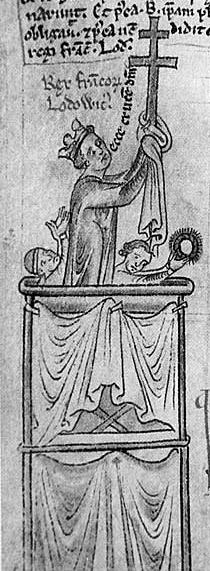
Král Ludvík se znamením kříže a trnovou korunou na iluminaci Matouše Pařížského

Po uzdravení z vážné nemoci král ohlásil svůj záměr uspořádat křížovou výpravu do Palestiny. Ludvíkovo rozhodnutí se nesetkalo s pochopením jeho matky. Ona sama i pařížský biskup Vilém z Auvergne se pokusili uzdraveného Ludvíka odvrátit od jeho záměru s tím, že slib, který složil ve chvíli, kdy nevládl všemi svými duševními schopnostmi není platný. Rozmluvit králi jeho rozhodnutí se jim však nepodařilo. Ani ne dva měsíce poté, co Ludvík přijal kříž, souhlasil papež s vyhlášením křížové výpravy a její organizací byl pověřen legát Odo ze Châteauroux. Situaci poněkud komplikovalo to, že ve stejné době byla hlásána i křížová výprava proti císaři Fridrichovi II. Vojáci křížové výpravy pocházeli z celého území francouzského království. V roce 1245 Ludvík IX. svolal shromáždění baronů, aby získal jejich souhlas a podporu pro křížovou výpravu. O tři roky později na jaře 1248 svolal shromáždění opět, aby baroni složili lenní hold jeho dětem pro případ, že by se z výpravy nevrátil.
Král se i s celým vojskem nalodil 25. srpna 1248 v Aigues-Mortes. Spolu s ním vyrazila na křížovou výpravu i skoro celá jeho nejbližší rodina. Velikost jeho vojska dosahovala asi 25 000 mužů, z toho přes 2500 rytířů. Cílem plavby se stal Kypr, který byl určen za shromaždiště celého vojska. Do Limassolu na Kypru Ludvík dorazil 17. září.
V polovině května vyplulo Ludvíkem vedené křižácké vojsko z Kypru. Vzhledem k nepřízni počasí dorazila flotila k Damiettě až 4. června. Časně ráno 5. června začali křižáci pod ochranou střelců z kuší s vyloďováním. Podařilo se jim získat předmostí a vybudovat tábor. Sultán as-Sálih zatím s hlavní muslimskou armádou vyčkával po proudu Nilu za Damiettou. Obránci Damietty tak město raději vyklidili, než by riskovali smrt v boji nebo hladem při obležení města. Damietta tak padla do rukou překvapených útočníků po pouhých několika hodinách boje. Křesťané ve městě získali velké zásoby potravin a válečného materiálu a také zde osvobodili 53 křesťanských zajatců, kteří zde byli uvězněni od páté křížové výpravy. Celé město bylo obsazeno se ztrátou pouhého jediného muže. Po dobytí města nařídil Ludvík zvýšit opevnění města, opravit příkopy a posílit zdi. Nechal také obnovit kostel Nanebevzetí Panny Marie, který byl dříve změněn na mešitu. Uvažoval i o kolonizaci dobytých území v Egyptě.
| „                 | Po obsazení Damietty trápila krále jediná starost, a to, že nemá dost lidí ke střežení a osídlení dobytých území a území, která ještě dobýt chtěl. Král s sebou přivezl pluhy, brány, rýče a další orací nářadí. | “ |
| — Matouš Pařížský | |   |

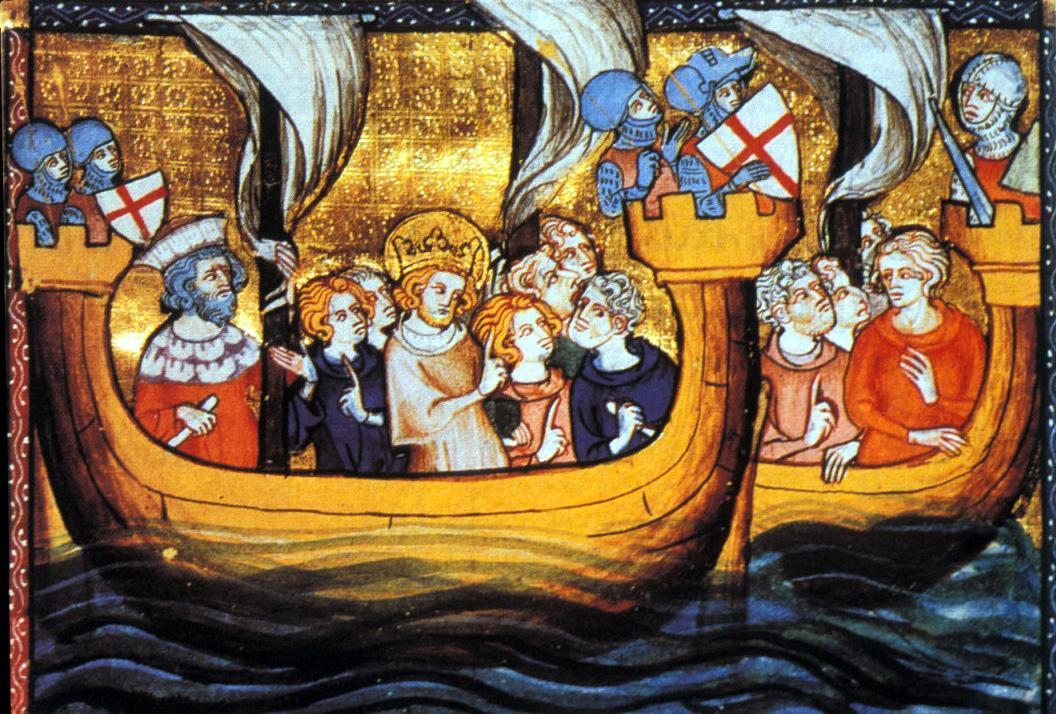
Ludvíkovo loďstvo na cestě do Egypta na dobové iluminaci

Zdržení na Kypru neumožnilo králi zformovat armádu k pochodu na jih ještě před začátkem pravidelných nilských záplav. Živé vzpomínky na neúspěch páté křížové výpravy vedly k tomu, že se křižáci rozhodli zůstat přes léto v dobytém městě. Získaného času využil Ludvík k tomu, aby jeho vojsko bylo posíleno dalšími oddíly včetně oddílu jeho mladšího bratra Alfonse. Alfons dorazil do Egypta 24. října v době, kdy v Egyptě začínalo nejvhodnější období k boji. V ležení u Damietty zvažovali křižáci dva možné scénáře dalšího postupu. Zatímco část vojska chtěla uskutečnit relativně bezpečný útok na Alexandrii, Ludvík spolu se svým bratrem Robertem z Artois chtěli zaútočit přímo na Káhiru. Robert z Artois argumentoval tím, že „kdo chce zabít hada, musí mu nejprve roztít hlavu“. Rozhodující byl Ludvíkův názor, protože na jeho finančních zdrojích závisela většina křižáckých vůdců. Místem dalšího křižáckého postupu se tak stala Káhira. Ještě před odjezdem z města jmenoval Ludvík v Damiettě arcibiskupa a stálou kapitulu katedrálních kanovníků.

### Bitva u al-Mansúry

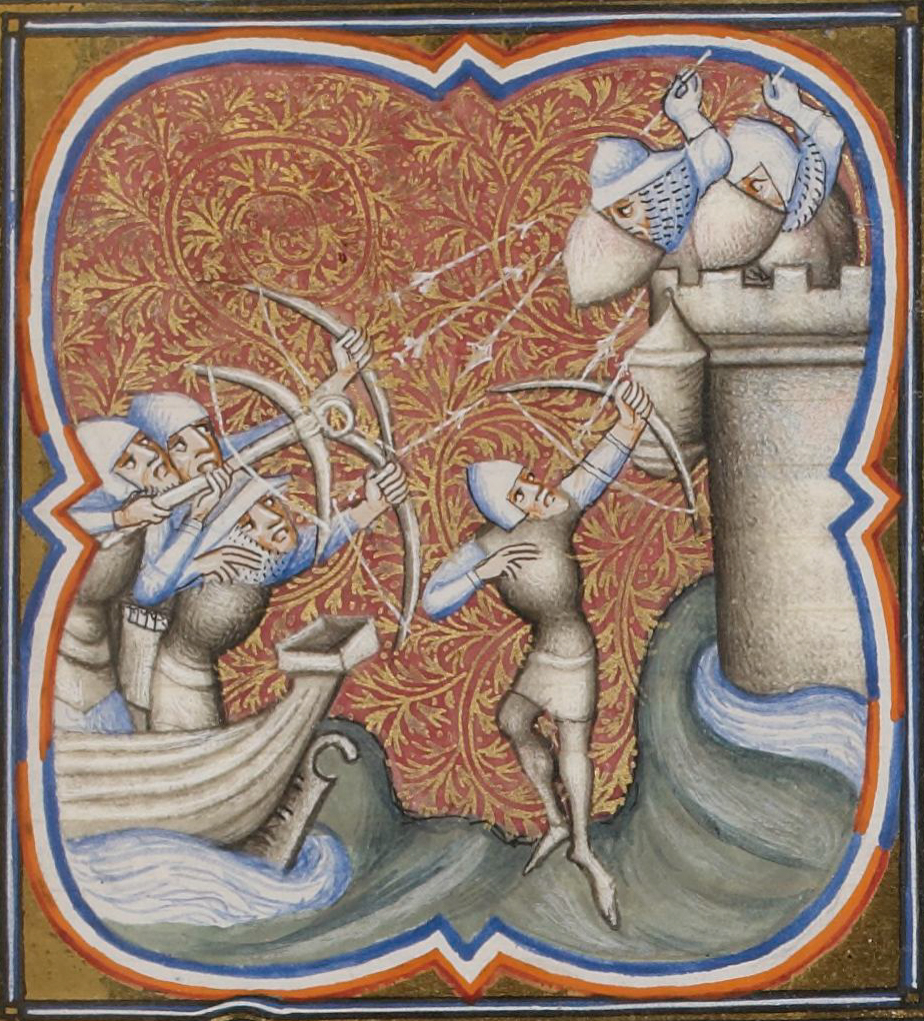
Dobytí Damietty

Dne 20. listopadu 1249 vyrazilo křižácké vojsko z Damietty ke Káhiře. Křižácké vojsko postupovalo velmi pomalu a denně neurazilo více než tři kilometry. Hlavní vojsko doprovázela po vodě početná flotila určená pro boj na Nilu. Během pomalého křižáckého postupu zemřel na konci listopadu u al-Mansúry egyptský sultán as-Sálih Ajjúb. Po jeho smrti přešla reálná moc v Egyptě na jeho vdovu Šadžar ad-Durr a Fachr ad-Dína. Sultánovu dědici al-Mu’azzamovi Túránšáhovi totiž trvalo tři měsíce, než dorazil do Egypta. Muslimové se neúspěšně pokusili zastavit křižácký postup 7. prosince, kdy se utkali s templářským předvojem. O čtrnáct dní později dorazili křižáci k nilskému kanálu Bahr as-Saghír, kde si proti egyptskému táboru postavili vlastní opevněný tábor. Obě vojska na sebe navzájem útočila, ale rameno Nilu bránilo uskutečnění velké bitvy.
Situaci změnilo až několik egyptských zběhů, kteří křižáky informovali o existenci hlubokého brodu níže po proudu řeky. Ludvík se rozhodl zaútočit, protože pro dlouho trvající poziční válku neměl dostatek sil. Ráno 8. února byl zahájen útok přes brod. Hloubka vody umožňovala přebrodění jen jezdcům na koních. Rytíři měli zajistit protější břeh a teprve poté měla pěchota přejít na druhý břeh. Předsunutý oddíl pověřený úkolem zajištění protějšího břehu vedl králův bratr Robert z Artois. Byl posílen o templáře a johanity a anglický oddíl vedený Vilémem Longespéem. Oddíl se úspěšně dostal přes rameno Nilu. Zde však nevyčkal na Ludvíka, ale hned zaútočil na egyptský tábor, kde zastihl zcela nepřipravené obránce. Během útoku byl zabit velitel egyptských vojsk a faktický vládce Egypta Fachr ad-Dín Júsuf, který byl zaskočen při ranní očistě. Zaskočení Egypťané hledali záchranu v al-Mansuře. Křižáci nadšení úspěchem nevyčkali, až se shromáždí celé vojsko, a pokračovali v útoku a v pronásledování nepřátel do al-Mansúry. Úzké a spletité městské uličky však útočící jízdní vojsko zbavily všech výhod a dosavadní triumf se změnil v masakr křesťanských rytířů.
| „                   | Když jim přišlo na mysl vrátit se, Turci je v úzkých ulicích města Mansurah zasypali trámy a břevny. Tam přišel o život i hrabě z Artois, urozený pán z Coucy, jménem Raul, a takový počet jiných rytířů, že byli odhadnuti na tři sta. Templáři, jak mi jejich velmistr později svěřil, tam ztratili čtrnáctkrát dvacet mužů ve zbroji a vesměs v sedle. | “ |
| — Jean de Joinville | |   |

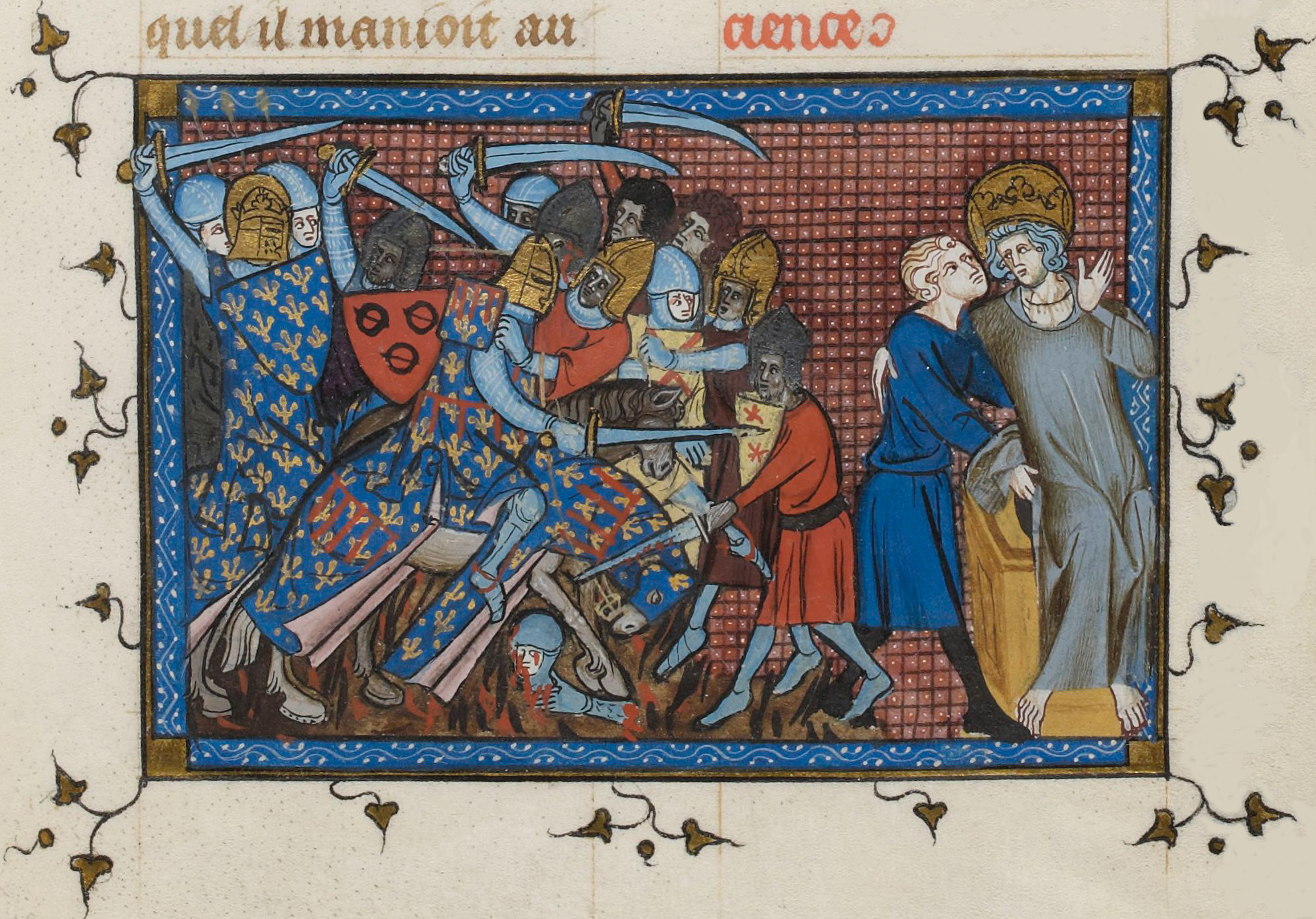
Bitva u al-Mansury

Mezitím se král Ludvík i s hlavním jízdním oddílem dostal na druhý břeh. Zde musel čelit opakovaným egyptským protiútokům. Boje probíhaly po celý den a teprve za soumraku se křesťanskému vojsku podařilo opanovat celé bojiště. Egypťané sice byli poražení, ale jejich vojsko nebylo zničeno a al-Mansúra nebyla dobyta. Cesta do Káhiry tak zůstávala stále blokována. Koncem února dorazil do egyptského tábora u al-Mansúry nový sultán Turanšáh. S postupujícím časem se postavení křižáckého vojska zhoršovalo. Zatímco muslimské vojsko bylo neustále doplňováno posilami a válečným materiálem, křižákům se začalo nedostávat potravin a začaly je trápit nemoci, především kurděje a úplavice. Egypťanům se navíc podařilo přetáhnout po souši část člunů níže po proudu křižáckého tábora a odříznout tak křižácký tábor od zásob v Damiettě. Zhoršující se podmínky vedly Ludvíka k tomu, že na konci března se stáhl zpět na druhou stranu kanálu Bahr as-Saghír.

### Zajetí

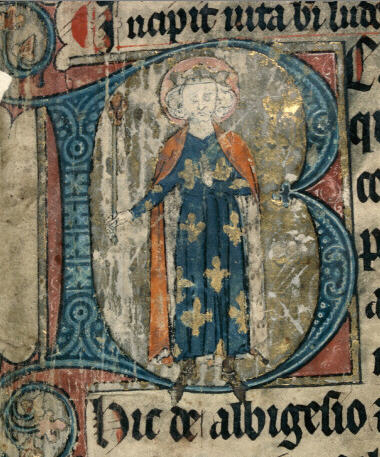
Ludvík IX. na dobové iluminaci

Probíhající diplomatická jednání mezi křižáky a Egypťany o výměně Damietty za Jeruzalém také nevedla k cíli. Sultán si byl totiž vědom toho, že se jeho postavení stále více zlepšuje a jednání proto protahoval, když nabízel nepřijatelné podmínky dohody. Dne 5. dubna 1250 se nemocný Ludvík rozhodl k definitivnímu ústupu k Damiettě.
| „                       | Ze všeho domácího služebnictva nezůstal u zbožného krále nikdo kromě jediného, jenž se jmenoval Isambart; všichni ostatní byli totiž nemocni. Král byl tak nemocen, že jektal zuby, barva jeho obličeje byla bledá a vyhaslá, měl průjem a byl tak vyhublý, že mu zádové kosti ostře vyčnívaly. Isambart musil krále vždy přenášet, když chtěl vykonat svoji potřebu, musil jej dokonce svlékat. | “ |
| — Vilém ze Saint-Pathus | |   |

Sultán neponechal nic náhodě a za každou cenu chtěl zabránit, aby se křižácké vojsko stáhlo k Damiettě. Soustředěné muslimské útoky, vyčerpání křižáků i jejich upadající morálka vedly k tomu, že během ústupu došlo k praktickému rozpadu vojska. Většina křižácké armády tak byla buď zmasakrována nebo se vzdala. Jen malému množství lodí se podařilo uniknout až k Damiettě. Kapituloval i samotný Ludvík, který byl po zajetí spolu se svým doprovodem v řetězech převezen do al-Mansúry. Zajetí krále a rozbití křížové výpravy znamenalo absolutní muslimské vítězství.
| „           | V noci na středu třetího muharramu roku 648 (7. dubna 1250), zářivé noci, která osvětlila velké vítězství a nádherný triumf, se Frankové vydali na pochod s veškerými silami směrem k Damiettě, kde se chtěli bránit. Jejich lodi zatím pluly po proudu Nilu jako rezerva. Jakmile se to dozvěděli muslimové, vyrazili za nimi a byli jim stále v patách. Když ve zmiňovanou středu vyšlo slunce, muslimové Franky obklíčili, zaútočili na ně, způsobili jim mnoho ztrát a vzali mnoho zajatců, takže se nezachránil ani jeden. Říká se, že počet že počet zabitých převyšoval třicet tisíc. ... Zlořečený francouzský král a nejvýznamnější franská knížata ustoupili na vrch al-Munja, kde se chtěli vzdát výměnou za slib zachování života. Eunuch Džamal-ad-Dín Muhsin as-Sáhilí jim to slíbil a na základě toho se vzdali. Zajali je všechny a odvedli je do al-Mansúry, kde k noze francouzského krále přikovali řetěz stejně jako k nohám jeho druhů. | “ |
| — Ibn Wásil | |   |

Po zajetí krále hodlali obránci Damietty město okamžitě opustit. Jejich záměru zabránila královna apelem na svůj stav (byla krátce po porodu) a také slibem, že zaplatí všechny jejich náklady včetně jídla. Údajně se jednalo o částku 360 000 tourských livrů. To, že se královně podařilo Damiettu udržet, hrálo později významnou roli při jednání o Ludvíkově propuštění ze zajetí.
| „                   | Vzácní pánové, pro lásku boží toto město neopouštějte! Vždyť přece vidíte, že jak urozený král, tak všichni, kdo byli zajati, jsou ztraceni, bude-li město vydáno. A nestačí-li to, kéž pocítíte soustrast se mnou, ubožačkou, která tu ležím, abyste počkali alespoň, pokud nebudu moci vstát. | “ |
| — Jean de Joinville | |   |

Provedený převrat nic nezměnil na dojednané dohodě s křižáky. Tak byl 6. května propuštěn ze zajetí král Ludvík a Damietta byla předána muslimům. Během následujících dvou dnů byla zaplacena polovina výkupného za zajaté křižáky. Při shromažďování a počítání výkupného se zjistilo, že chybí ještě 30 000 livrů. Král souhlasil s návrhem Jeana de Joinville, aby se chybějící částka vypůjčila od templářů. Templářský komtur Štěpán z Otricourtu to však odmítl s tím, že řád nemůže půjčovat peníze, které mu svěřili jiní lidé. Joinville tak získal potřebné peníze až pod pohrůžkou použití násilí.

### Cesta do Svaté země

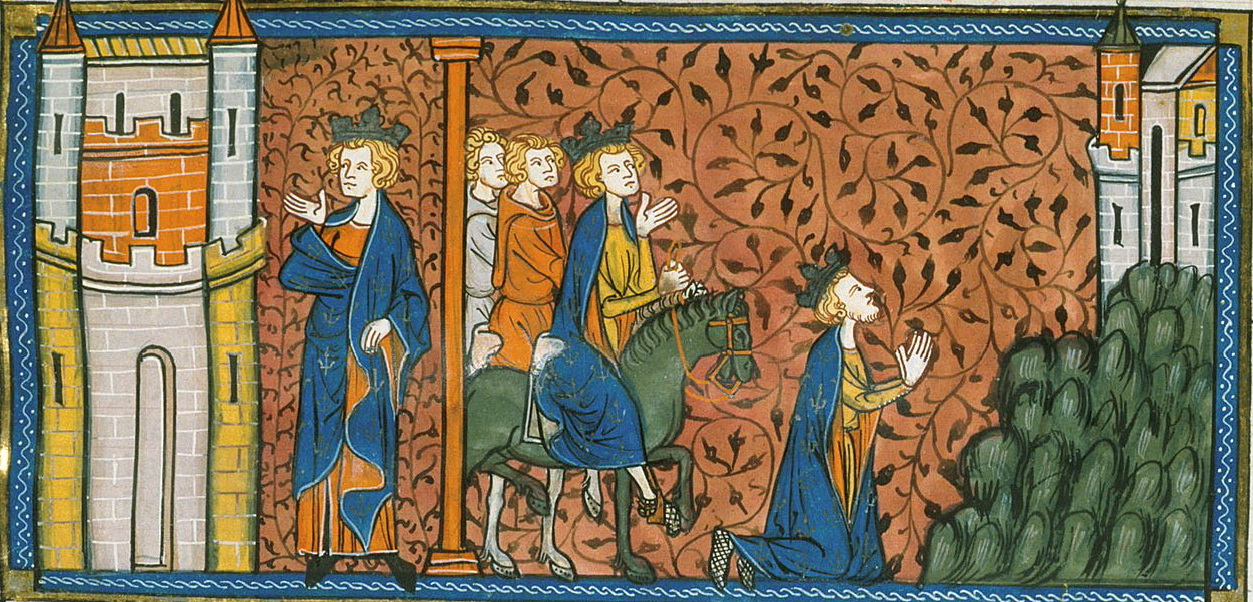
Ludvík IX. zvyšuje opevnění (vlevo) a putuje do Nazareta (vpravo)

Po zaplacení poloviny výkupného a po propuštění všech významných zajatců odplul Ludvík z Egypta do Akkonu, kde přistál 12. nebo 13. května. Brzy po přistání svolal Ludvík v Akkonu poradu svých leníků o budoucích plánech. Blanka Kastilská totiž v dopise vyzývala svého syna k urychlenému návratu do Francie. Ludvíkovi bratři a flanderský hrabě radili k návratu do Francie. Dne 3. července oznámil Ludvík své rozhodnutí. Královi bratři a každý, kdo si přál se vrátit, se měli vrátit domů. Samotný král spolu s těmi, kteří chtěli zůstat, se rozhodl pro setrvání v Palestině. Královi bratři se vydali na zpáteční cestu asi v polovině července. S králem zůstalo ve Svaté zemi jen asi 1400 mužů. Je možné, že důvodem Ludvíkova setrvání ve Svaté zemí nebyla jen zbožnost, ale i snaha napravit neúspěchem pošramocenou pověst francouzského krále. Během následujících let Ludvík vynaložil velké částky peněz na obnovu opevnění Jaffy, Caesareje, Sidonu a Akkonu. V Jaffě navštívil Ludvíka i nový antiochijský kníže Bohemund VI. Také jemu věnoval Ludvík potřebné finance na posílení opevnění Antiochie. Během pobytu ve Svaté zemi se Ludvíkovi podařilo dosáhnout propuštění všech křižáků držených v egyptském zajetí. Kromě zajatců získal Ludvík od vůdce egyptských mameluků darem i zebru a slona. Dne 27. listopadu zemřela ve Francii Ludvíkova matka Blanka Kastilská. Z práva o její smrti se dostala k Ludvíkovi do Svaté země teprve na jaře roku 1253. Trvalo ale ještě rok než se Ludvík rozhodl pro cestu zpět do Francie. Ve Svaté zemi zanechal asi stovku rytířů s doprovodem, které zaplatil pod velením Geoffroye ze Sergines. Tato jednotka se stala základem stálého tzv. „francouzského regimentu“, který působil ve Svaté zemi až do zániku křižáckých států a jehož pomoc byla pro tyto státy mnohem významnější než občasné křížové výpravy.
Přestože Ludvíkova křížová výprava byla nejlépe naplánovanou a zorganizovanou křížovou výpravou na východ, skončila nezdarem. Ani neúspěch křížové výpravy však nevedl k zániku nadšení pro křižáckou věc v dalších letech.

### Návrat z křížové výpravy
Dne 24. nebo 25. dubna 1254 se Ludvík spolu se svou manželkou a třemi dětmi narozenými na křížové výpravě (Janem Tristanem, Petrem a Blankou) nalodil v Palestině na loď a vydal se na cestu domů do Francie. Po více než dva měsíce trvající plavbě se vylodil na evropském pobřeží 10. července v Salins d’Hyères. Odtud pokračoval v doprovodu Jeana de Joinville do Aix-en-Provence, odkud se vydal na pouť ke svaté Máří Magdaléně do Saint-Maximin-la-Sainte-Baume. Dále pokračoval do Beaucaire, kde se rozloučil s Joinvillem. Už na francouzském území pak pokračoval přes Aigues-Mortes, Saint-Gilles, Nîmes, Le Puy, Clermont, do baziliky v Saint-Denis, kde uložil korouhev a kříž. Konečně 7. září 1254 dorazil do Paříže.
| „                 | Francouzský král, zkroušený na duchu i ve tváři, nechtěl přijmout žádnou útěchu. Ani hudba, ani žertovná či chlácholivá slova ho nepotěšily a nepřiměly k úsměvu. Ani návrat do rodné země a vlastního království, ani uctivé pozdravy zástupů lidu, které mu vyšly v ústrety, ani hold jeho panování, provázený dary, ho neutěšily; klopil oči, často vzdychal a v duchu přemítal o svém zajetí a všeobecné hanbě, již přivodilo celému křesťanstvu. | “ |
| — Matouš Pařížský | |   |

Poznamenán prožitým utrpením a rozčarováním z neúspěchu křížové výpravy se Ludvík stal ještě více zbožnějším a pokornějším. V celé Francii začal uplatňovat přísnou morálku, zakazoval prostituci, hazardní hry a po celém království vysílal kontrolory, aby odstranili vše, co se podle jeho názoru příčilo Božím přikázáním. Prostý šat, který Ludvík oblékl jako účastník křížové výpravy, odkládal v následujících letech jen výjimečně. Také v jídle a v pití byl ještě střídmější než před odjezdem na křížovou výpravu. Od prostého života tak postupně přešel k přísné střídmosti, která se stala hlavní myšlenkou jeho politiky. Myšlenkou platnou pro všechny obyvatele království, která měla vést k nastolení mravního a křesťanského řádu.

### Mír s Aragonií a Anglií

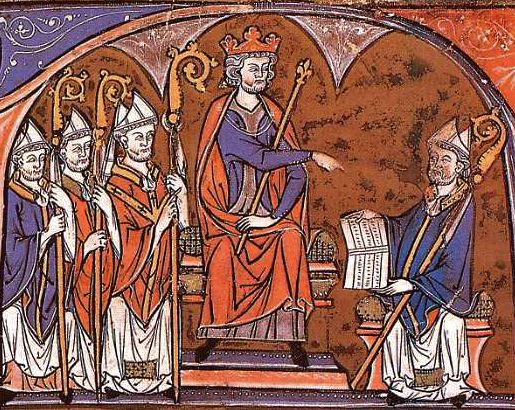
Jakub I. Aragonský

V 50. letech došlo k opětovnému vystupňování napětí mezi Francií a Aragonií, když aragonský král Jakub I. opětovně vznesl své nároky na město Millau, hrabství Foix a Gévaudan a vikomství Fenouilledès. Oba panovníci však dali přednost mírovému urovnání sporu. V roce 1255 určili dva církevní smírčí soudce (Francouze a Aragonce) a přijali jejich návrh. Výsledkem bylo podepsání mírové smlouvy v Corbeil 11. května 1258.
Když v letech 1253–1254 potlačil anglický král Jindřich III. šlechtickou vzpouru v Gaskoňsku, vracel se do Anglie přes Francii. Na Ludvíkovo pozvání strávil Vánoce roku 1254 v Paříži. Zde došlo také k setkání čtyř dcer zemřelého provensálského hraběte: francouzské královny Markéty, anglické královny Eleonory, Sanchy, manželky Richarda Cornwallského, a Beatrice, manželky Karla z Anjou. Během setkání oba králové pocítili sympatie a Ludvík dokonce daroval Jindřichovi slona, kterého si přivezl z Egypta.
| „            | Neboť máme ze ženy dvě sestry, a naše děti jsou vlastní bratranci a sestřenice, protož se velmi sluší, aby byl mír. Jest mi převelikou ctí mír, který činím s králem anglickým, poněvadž jest mým člověkem, kterým nebyl prve... | “ |
| — Ludvík IX. | |   |

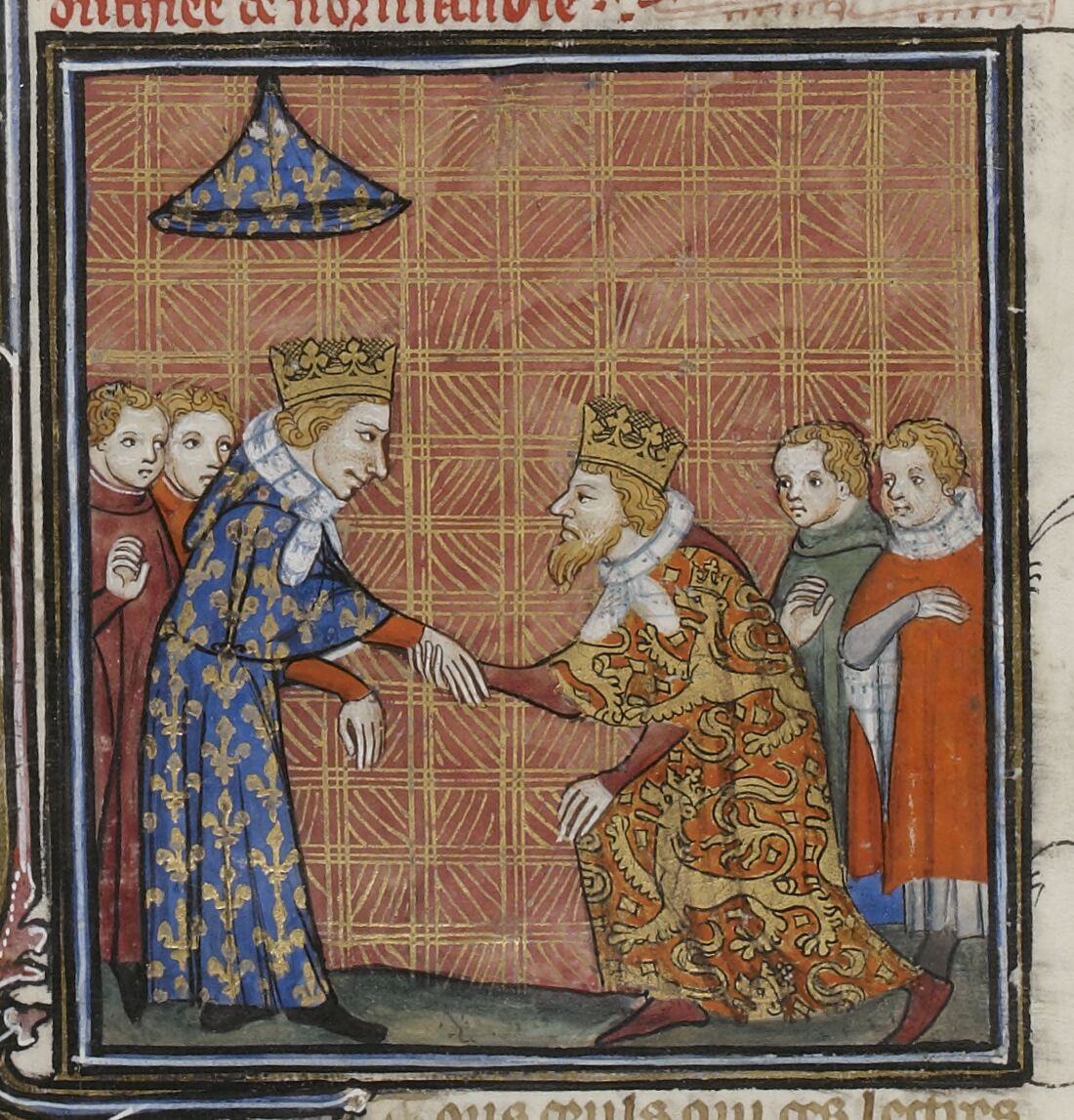
Ludvík IX. se švagrem Jindřichem III.

Roku 1258 byla mezi nimi po dlouhých a náročných jednáních uzavřena smlouva.
Ludvík bez boje předal Jindřichovi bývalé državy jeho předků – Limousin, Périgord a Saintonge. Na oplátku se Jindřich III. zřekl nároků na Normandii, Anjou a Poitou a své državy Akvitánii a Gaskoňsko přijal od Ludvíka v léno za velkolepých slavností v prosinci 1259.
| „                   | Proti tomuto míru se velmi vzpírali jeho rádcové, a pravili mu toto: „Sire, žasneme nad vaším rozhodnutím, že míníte dát králi anglickému tak veliký díl své země, jejž jste vy a vaši předkové získali na něm, a to pro jeho lenní zpronevěru. Proto se nám zdá, že domníváte-li se, že na něj nemáte práva, nedáváte dobrou náhradu anglickému králi, nevracíte-li mu vše, co jste vy a vaši předkové vzali Anglii; a domníváte-li se, že na něj právo máte, zdá se nám, že ztrácíte vše, co mu vracíte.“ Na to odpověděl svatý král takto:„Pánové, jsem si jist, že předkové anglického krále zcela po právu pozbyli země, jež držím; a země, kterou mu dávám, mu nedávám jako něco, čím jsem povinen jemu nebo jeho dědicům, nýbrž aby mezi mými dětmi a jeho dětmi panovala láska, neboť jsou rodnými bratranci a sestřenicemi. A zdá se mi, že s tím, co mu dávám, dobře činím, poněvadž on nebyl mým vazalem a tím přichází ve vazalskou závislost na mně.“ | “ |
| — Jean de Joinville | |   |

Království zažilo celých patnáct let míru.

### Mincovní reformy

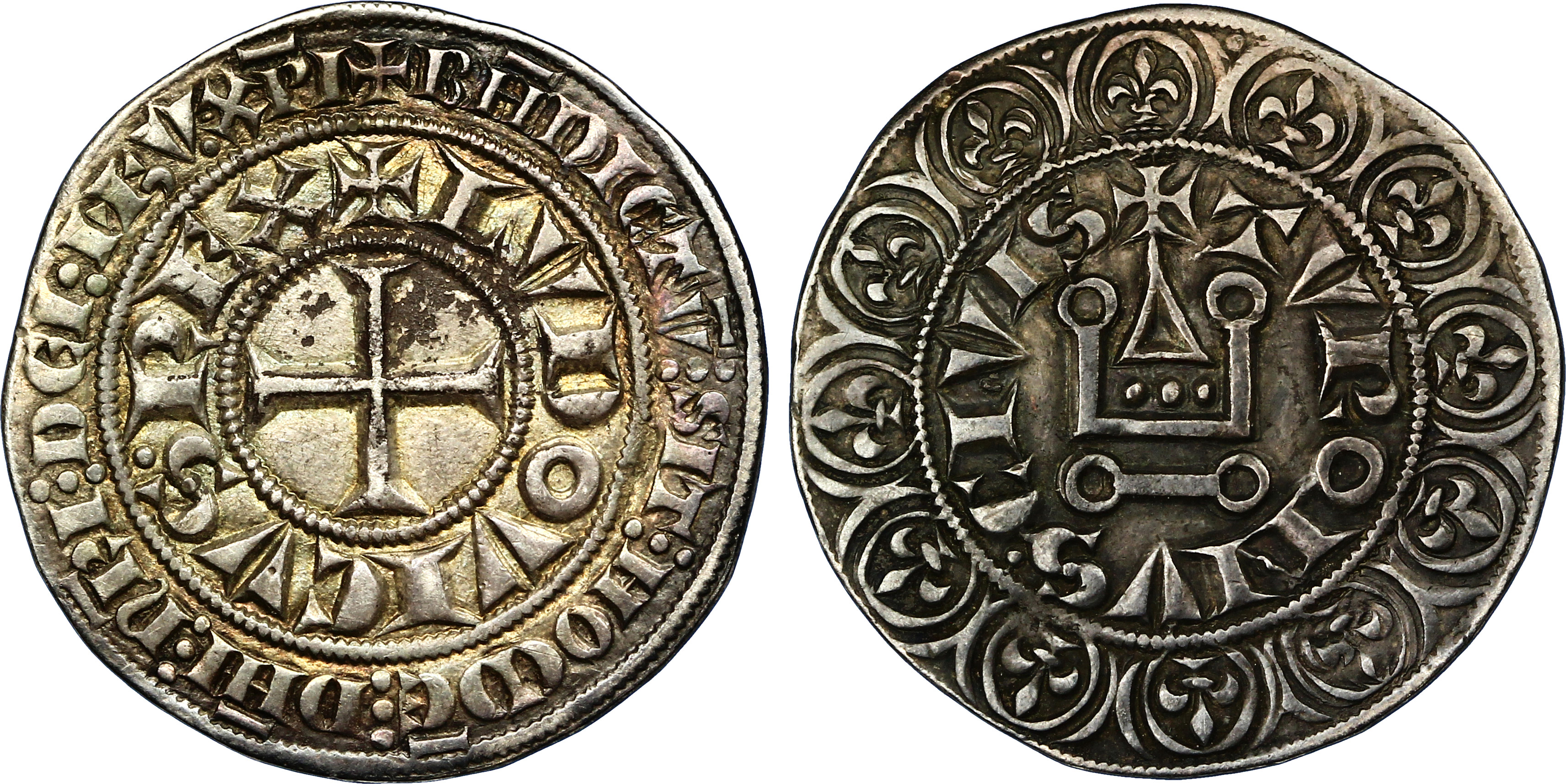
Tourský groš Ludvíka IX.

Ke konci své vlády (v letech 1262–1270) provedl Ludvík několik důležitých mincovních reforem. Nařízením z roku 1262 zavedl královské mince jako jediné oběživo ve Francii a zakázal jejich napodobování a padělání. Výjimku měly mince šlechticů s právem ražby mincí. Jejich oběh však byl omezen jen na jejich vlastní panství. Další dvě nařízení z let 1262–1265 žádala od všech královských poddaných přísahu, že nebudou používat anglické mince esterliny. Jako nejzazší termín jejich použití byl stanoven srpen 1266. V červenci 1266 byla dalším nařízením obnovena ražba pařížského denáru a byla nově stanovena jeho váha a obsah drahého kovu v něm. Byla také vyhlášena i ražba nové mince tourského groše. Někdy v letech 1266–1270 pak vydal nařízení, kterým zavedl novou minci zlatý denár se štítem (deniers d’or à l’écu) nazývaný zkráceně écu. Ražba zlatých mincí v tehdejší Evropě patřila spíše k výjimkám. Zatímco obnovený pařížský denár a écu se neujaly, tourský groš se těšil velké oblibě i na mezinárodním trhu a používal se i ve 14. století.

### Další křížová výprava

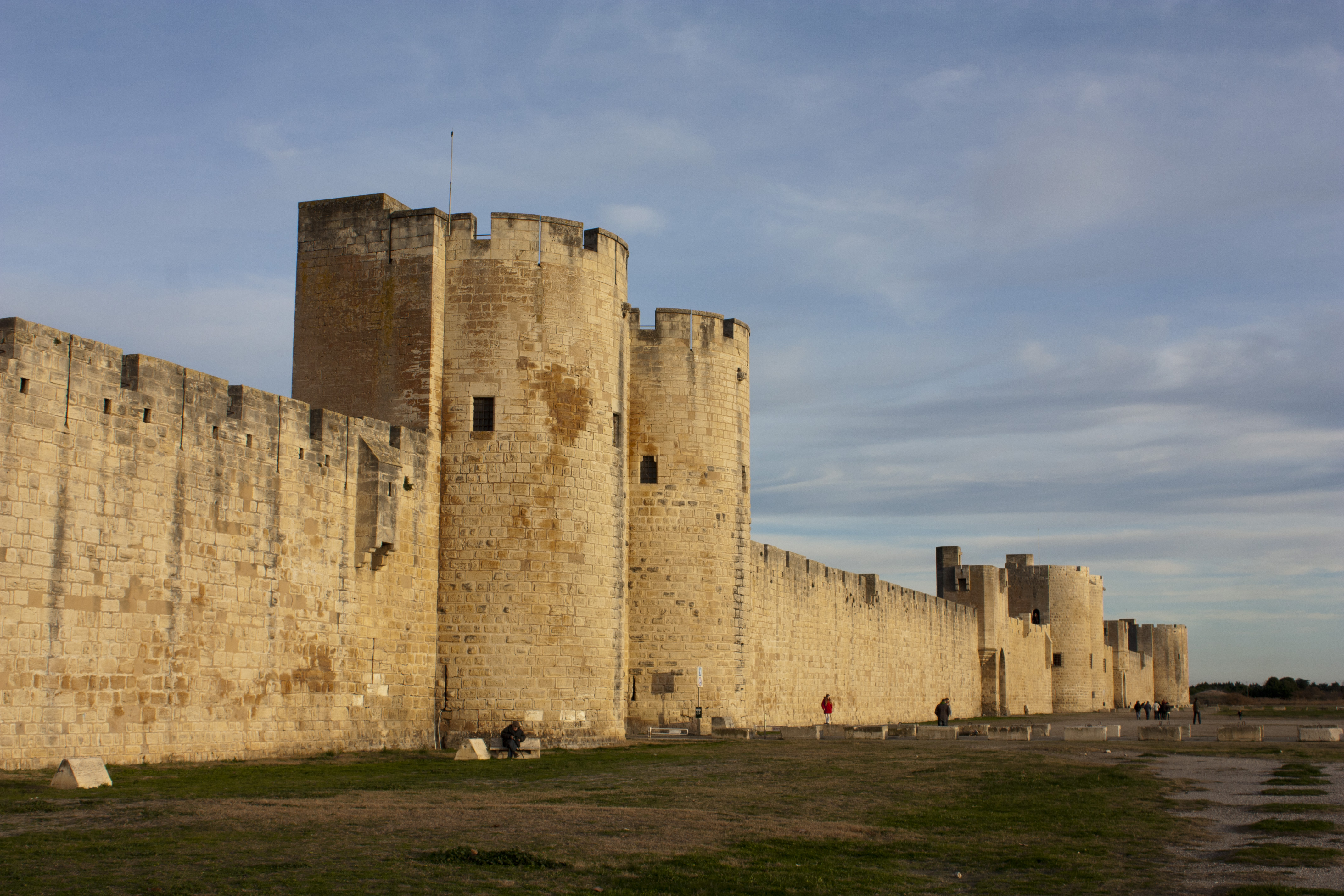
Hradby Aigues-Mortes

V září 1266 se Ludvík, ač chatrného zdraví, rozhodl k další křížové výpravě.
| „                   | Veliký hřích spáchali ti, kteří mu radili, by se vydal v té veliké slabosti, v jaké bylo jeho tělo, neboť nesnesl ani jeti ve voze ani na koni. Byl tak sláb, že dovolil, abych ho nesl v náručí... A přece kdyby byl, třebas tak sláb, zůstal ve Francii, byl by snad ještě dlouho byl živ a vykonal mnoho dobrého a dobrých skutků... | “ |
| — Jean de Joinville | |   |

Dne 25. března 1267 při rituálu v Sainte-Chapelle přijal kříž spolu se svými třemi syny, dalšími rodinnými příslušníky a předními představiteli francouzské šlechty. Přes veškerou Ludvíkovu snahu se nepodařilo dostatečně zkoordinovat postup jednotlivých křižáckých vojsk. Tak aragonský král vyrazil už v červnu 1269 a většina jeho lodí byla po cestě do Svaté země zničena v bouři. Francouzská flotila vyrazila až 2. července 1270 z Aigues Mortes. Dne 4. července dorazila do Cagliari, kde čekala na příjezd dalších křižáků. Zde také Ludvík 13. července oficiálně oznámil, že cílem křížové výpravy je Tunis. Výhodou Tunisu bylo, že byl pro Ludvíka velmi dobře dosažitelný po moři. Navíc dobytí města by velmi posloužilo Ludvíkovu bratrovi a sicilskému králi Karlovi z Anjou. Svou roli ve výběru cíle kruciáty mohla hrát i soudobá neznalost zeměpisu, kdy se Ludvík spolu se svými současníky zřejmě domníval, že Tunis leží mnohem blíže Egyptu než ve skutečnosti, a že by se mohl stát vhodnou základnou pro pozdější útok na egyptského sultána. K útoku na Tunis mohlo ale Ludvíka vést i to, že se zpozdil mongolský útok proti mamlúkům (s nimž chtěl Ludvík křížovou výpravu koordinovat) a král tak musel shromážděné síly využít k jiné (původně neplánované) operaci.
V Tunisu se francouzské vojsko vylodilo 18. července a o necelý týden později se přesunulo směrem ke Kartágu, kde byly lepší podmínky pro postavení tábora včetně lepšího zdroje vody. Zde Ludvík čekal na svého bratra, který v té době teprve začal vyzbrojovat svou flotilu. V táboře se rozšířilo nebezpečné nakažlivé onemocnění (zřejmě tyfus[nepřesný odkaz] nebo úplavice). Na jeho následky zemřel králův syn Jan Tristan a onemocněl i Ludvík spolu se svým následníkem Filipem. Ludvík, těžce zasažený ztrátou mladšího syna, nemoci posléze podlehl.
| „                                   | Jeruzalém, Jeruzalém! | “ |
| — Údajná poslední slova Ludvíka IX. |                       |   |

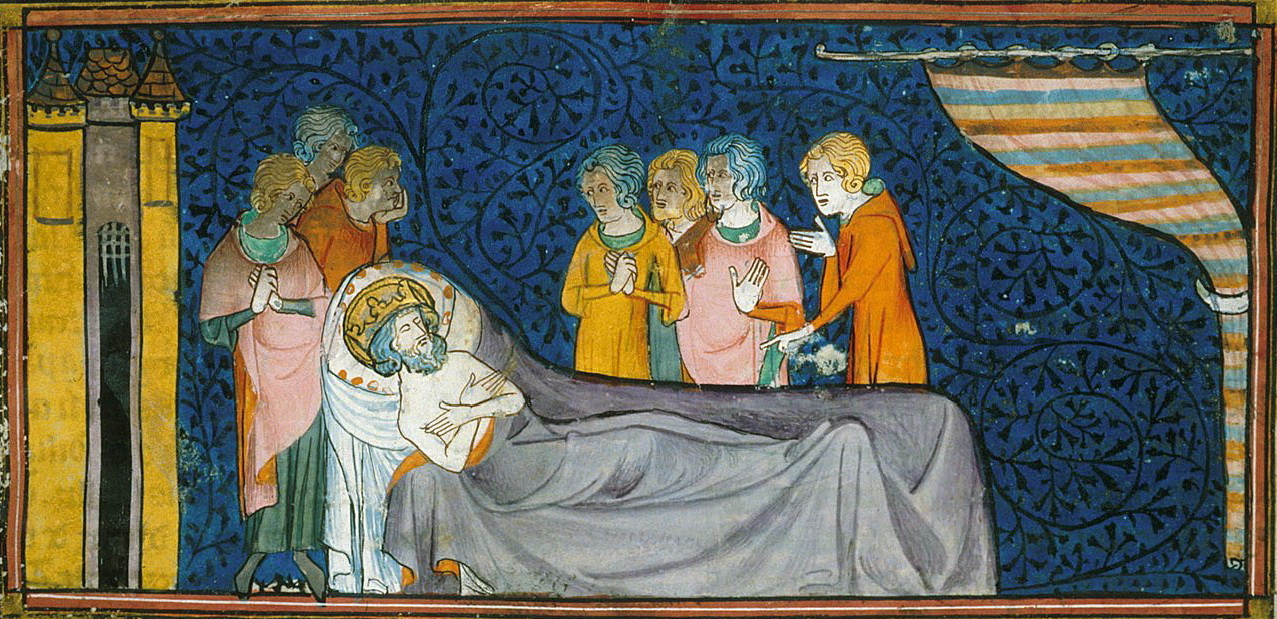
Ludvík IX. na smrtelné posteli

Novým francouzským králem se stal princ Filip a vůdcem výpravy (kvůli chlapcově mládí) Karel z Anjou. Karlovi se podařilo vyjednat s emírem dohodu o volném obchodu a ochraně křesťanských mnichů. Tím pro Francouze výprava skončila a vraceli se zpět na evropský kontinent.
Při plavbě do Trapani zastihla flotilu vichřice a výprava ztratila na čtyřicet válečných lodí. Mladý král Filip s manželkou s bídou zachránil holý život. Vyděšení cestovatelé se rozhodli raději pro cestu po souši. Do vlasti se jich přesto vrátilo jen pár. Nemoci podlehl navarrský král Theobald II., jeho manželka Isabela (Ludvíkova dcera) zemřela o rok později. Mladou královnu Francie Isabelu shodil kůň, což vedlo k předčasnému porodu mrtvého chlapce a Isabelině smrti o pár dní později. Srpen roku 1271 se stal osudným pro Ludvíkova bratra Alfonse z Poitiers a jeho ženu Janu. Zavražděn byl syn Richarda Cornwallského Jindřich z Almainu. Ve chvíli modlitby byl v kostele zákeřně přepaden a ubodán Guyem a Simonem, syny Simona z Montfortu. Byla to msta za opuštění řad vzbouřenců proti králi Jindřichovi III.
Průvod s rakví plnou kostí mrtvého krále dorazil do Paříže až v květnu 1271. Ludvík byl posledním francouzským panovníkem, který se postavil do čela křížové výpravy.

### Svatořečení

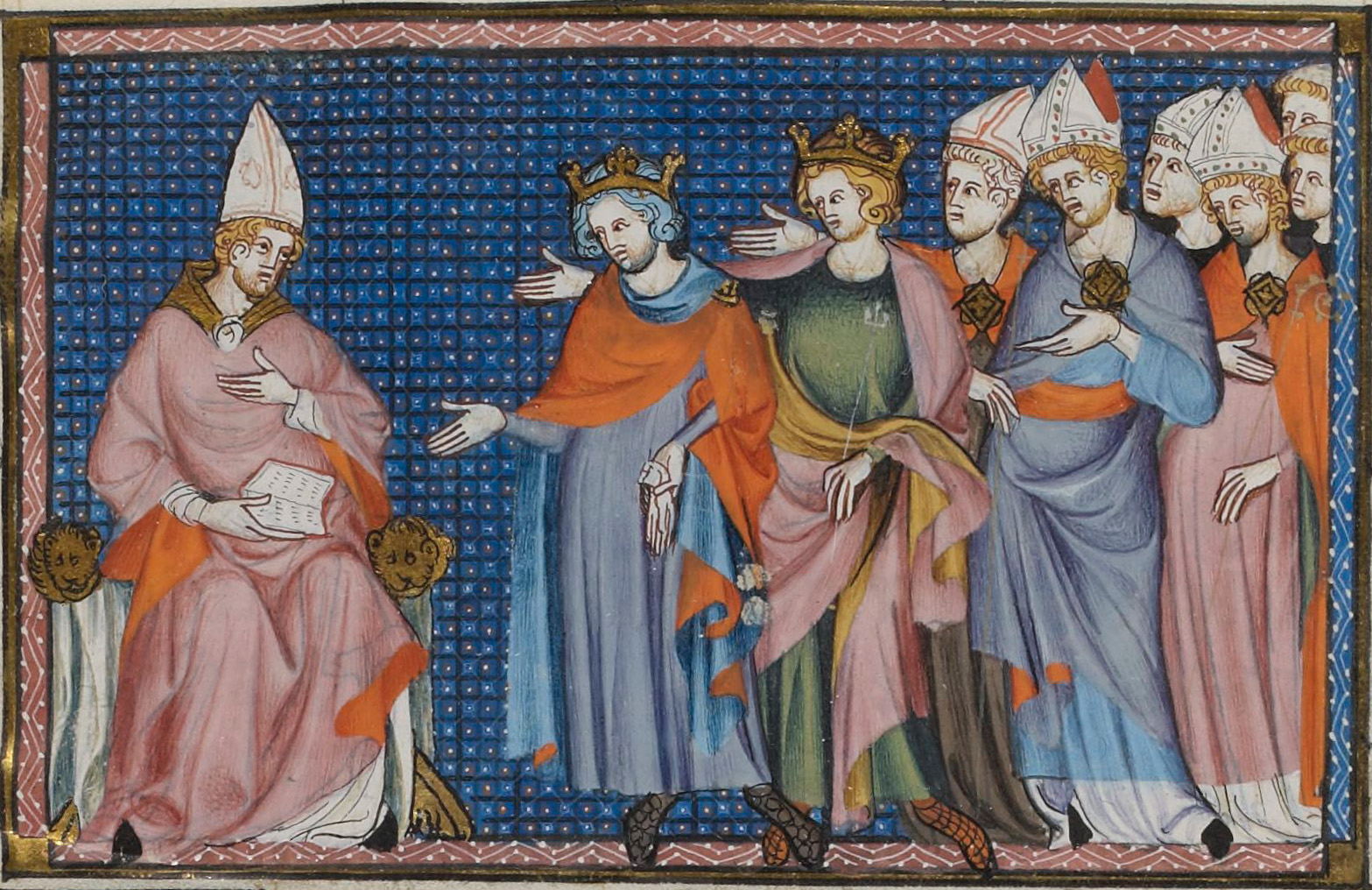
Svatořečení Ludvíka IX.

Brzy po své smrti získal Ludvík pověst svatosti pro svou hlubokou zbožnost a také pro činy vykonané pro křesťanství, které odpovídaly jednání „svatého krále“.
| „                 | Právo je pohřbeno a království mrtvé. Ke komu budou se teď odvolávat chudí lidé, když dobrý král je mrtev, jenž je dovedl tak milovat! | “ |
| — anonymní básník | |   |

První iniciativu ve věci svatořečení vyvinul papež Řehoř X., který 4. března 1272 napsal zpovědníkovi Ludvíka IX. Geoffroyovi z Beaulieu, aby mu zaslal co nejvíce informací o životě Ludvíka IX., kterého papež považoval za pravý vzor po všechny křesťanské panovníky. V odpověď na papežský dopis sepsal Geoffroy z Beaulieu kolem roku 1274 první životopis zemřelého krále, ve kterém shrnuje, že podle jeho názoru je Ludvík hoden oficiálního svatořečení. Šetření o svatosti krále trvalo řadu let a teprve v roce 1281 bylo zahájeno oficiální řízení. Během něho bylo zdokumentováno přes 330 svědectví o zázracích a shromážděno 38 výpovědí. Přesto se proces táhl až do roku 1297, kdy byl Ludvík IX. svatořečen papežem Bonifácem VIII. Po svatořečení se úcta k Ludvíkovi ještě zvýšila. Francouzský král Filip IV. nechal 17. května 1306 dopravit Ludvíkovu lebku do Sainte-Chapelle. Různé další ostatky pak rozesílal kostelům v celé Francii.
Dne 25. srpna 1298 proběhl v katedrále v Saint-Denis za přítomnosti francouzského krále Filipa IV. slavnostní obřad, při kterém byly kosti svatého Ludvíka exhumovány a uloženy do relikviáře za oltářem.

## Hodnocení

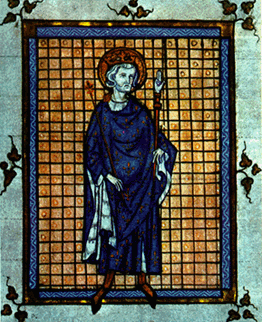
Svatý Ludvík IX. na dobové iluminaci

Po překonání těžkostí v začátcích své vlády se Ludvíkovi podařilo rozšířit svou jurisdikci na nezávislá královská léna za hranicemi jeho korunní domény. Zde všude napomáhal vymáhání práva, dodržování míru a ochraňoval církev. Za jeho vlády tak byl položen základ pro právní jednotu pozdějšího francouzského národa.
| „                   | A tak jako spisovatel napsav knihu iluminuje ji zlatem a azurem, iluminoval řečený král své království krásnými opatstvími, jež v něm založil, a přemnoha nemocnicemi a domy kazatelův, františkánův a jiných řeholních řádův... | “ |
| — Jean de Joinville | |   |

V pozdějším období své vlády přijal Ludvík za svůj asketický způsob života. To vzbudilo kritiku osob, které se domnívaly, že takový způsob života je neslučitelný s hodností krále.
V době úmrtí Ludvíka IX. byla Francie nejbohatší zemí Evropy.

## Vývod z předků
|                        |                          |  |                       |                            |  |  |  |  |  |  |  | Ludvík VI. Francouzský |
|                        |                          |  |                       |                            |  |  |  |  |  |  |  |                        |
|                        | Ludvík VII. Francouzský  |  |                       |                            |  |  |  |  |  |  |  |                        |
|                        |                          |  |                       |                            |  |  |  |  |  |  |  |                        |
|                        |                          |  |                       | Adéla Savojská             |  |  |  |  |  |  |  |                        |
|                        |                          |  |                       |                            |  |  |  |  |  |  |  |                        |
|                        | Filip II. August         |  |                       |                            |  |  |  |  |  |  |  |                        |
|                        |                          |  |                       |                            |  |  |  |  |  |  |  |                        |
|                        |                          |  |                       | Theobald IV. z Blois       |  |  |  |  |  |  |  |                        |
|                        |                          |  |                       |                            |  |  |  |  |  |  |  |                        |
|                        | Adéla ze Champagne       |  |                       |                            |  |  |  |  |  |  |  |                        |
|                        |                          |  |                       |                            |  |  |  |  |  |  |  |                        |
|                        |                          |  |                       | Matylda Korutanská         |  |  |  |  |  |  |  |                        |
|                        |                          |  |                       |                            |  |  |  |  |  |  |  |                        |
|                        | Ludvík VIII. Francouzský |  |                       |                            |  |  |  |  |  |  |  |                        |
|                        |                          |  |                       |                            |  |  |  |  |  |  |  |                        |
|                        |                          |  |                       | Balduin IV. Henegavský     |  |  |  |  |  |  |  |                        |
|                        |                          |  |                       |                            |  |  |  |  |  |  |  |                        |
|                        | Balduin V. Henegavský    |  |                       |                            |  |  |  |  |  |  |  |                        |
|                        |                          |  |                       |                            |  |  |  |  |  |  |  |                        |
|                        |                          |  |                       | Alice z Namuru             |  |  |  |  |  |  |  |                        |
|                        |                          |  |                       |                            |  |  |  |  |  |  |  |                        |
|                        | Alžběta Henegavská       |  |                       |                            |  |  |  |  |  |  |  |                        |
|                        |                          |  |                       |                            |  |  |  |  |  |  |  |                        |
|                        |                          |  |                       | Dětřich Alsaský            |  |  |  |  |  |  |  |                        |
|                        |                          |  |                       |                            |  |  |  |  |  |  |  |                        |
|                        | Markéta I. Flanderská    |  |                       |                            |  |  |  |  |  |  |  |                        |
|                        |                          |  |                       |                            |  |  |  |  |  |  |  |                        |
|                        |                          |  |                       | Sibyla z Anjou             |  |  |  |  |  |  |  |                        |
|                        |                          |  |                       |                            |  |  |  |  |  |  |  |                        |
| Ludvík IX. Francouzský |                          |  |                       |                            |  |  |  |  |  |  |  |                        |
|                        |                          |  |                       |                            |  |  |  |  |  |  |  |                        |
|                        |                          |  | Alfons VII. Kastilský |                            |  |  |  |  |  |  |  |                        |
|                        |                          |  |                       |                            |  |  |  |  |  |  |  |                        |
|                        | Sancho III. Kastilský    |  |                       |                            |  |  |  |  |  |  |  |                        |
|                        |                          |  |                       |                            |  |  |  |  |  |  |  |                        |
|                        |                          |  |                       | Berenguela Barcelonská     |  |  |  |  |  |  |  |                        |
|                        |                          |  |                       |                            |  |  |  |  |  |  |  |                        |
|                        | Alfons VIII. Kastilský   |  |                       |                            |  |  |  |  |  |  |  |                        |
|                        |                          |  |                       |                            |  |  |  |  |  |  |  |                        |
|                        |                          |  |                       | García VI. Navarrský       |  |  |  |  |  |  |  |                        |
|                        |                          |  |                       |                            |  |  |  |  |  |  |  |                        |
|                        | Blanka Navarrská         |  |                       |                            |  |  |  |  |  |  |  |                        |
|                        |                          |  |                       |                            |  |  |  |  |  |  |  |                        |
|                        |                          |  |                       | Markéta z Aigle            |  |  |  |  |  |  |  |                        |
|                        |                          |  |                       |                            |  |  |  |  |  |  |  |                        |
|                        | Blanka Kastilská         |  |                       |                            |  |  |  |  |  |  |  |                        |
|                        |                          |  |                       |                            |  |  |  |  |  |  |  |                        |
|                        |                          |  |                       | Geoffroy V. z Anjou        |  |  |  |  |  |  |  |                        |
|                        |                          |  |                       |                            |  |  |  |  |  |  |  |                        |
|                        | Jindřich II. Plantagenet |  |                       |                            |  |  |  |  |  |  |  |                        |
|                        |                          |  |                       |                            |  |  |  |  |  |  |  |                        |
|                        |                          |  |                       | Matylda Anglická           |  |  |  |  |  |  |  |                        |
|                        |                          |  |                       |                            |  |  |  |  |  |  |  |                        |
|                        | Eleonora Anglická        |  |                       |                            |  |  |  |  |  |  |  |                        |
|                        |                          |  |                       |                            |  |  |  |  |  |  |  |                        |
|                        |                          |  |                       | Vilém X. Akvitánský        |  |  |  |  |  |  |  |                        |
|                        |                          |  |                       |                            |  |  |  |  |  |  |  |                        |
|                        | Eleonora Akvitánská      |  |                       |                            |  |  |  |  |  |  |  |                        |
|                        |                          |  |                       |                            |  |  |  |  |  |  |  |                        |
|                        |                          |  |                       | Eleonora ze Châtelleraultu |  |  |  |  |  |  |  |                        |
|                        |                          |  |                       |                            |  |  |  |  |  |  |  |                        |